# ダクテッドファン

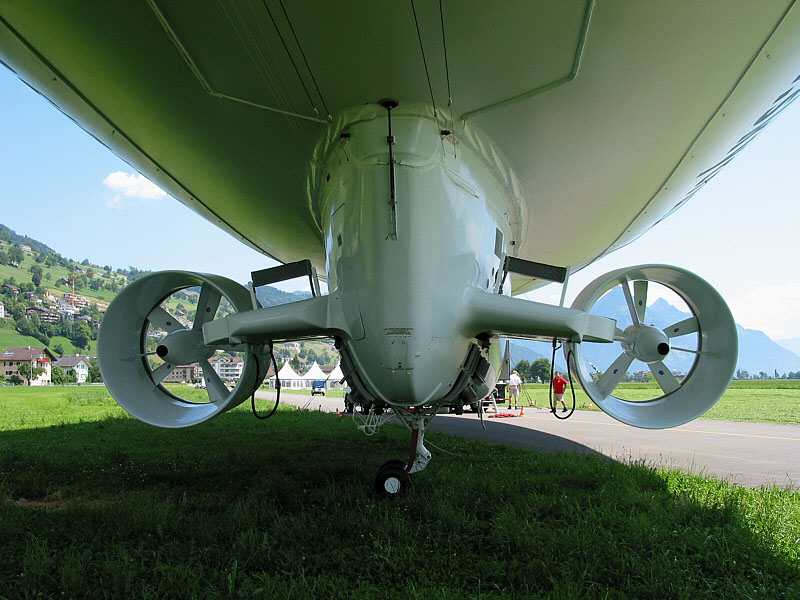
飛行船のダクテッドファン

ダクテッドファンとは、円筒形のダクトやナセルの中にプロペラ状のローターファンを据え、それを回転させることによって推力を生み出す推進器の一種である。ダクトファンとも呼ばれる。
もともと航空機用に研究されてきたが、量産航空機での採用は非常に稀で、むしろホバークラフトやラジコン飛行機、VTOL、ドローンなどの推進器としてよく採用されている。

## 仕組み
プロペラ状のローターファンに円筒状の覆い（ダクトまたはナセル）を被せただけのような構造が旧式の特徴であるが、静翼と併せた推進力を得る仕組みで、プロペラとは異なる原理により高度に進化している。
特にリチウムイオンバッテリーの発明と高効率なブラシレスモータがあって急速に高性能化した。電動式ダクティッドファンはEDF（Electric_Ducted_Fan）と略されてきたが、電動式はもはや当たり前となっている。

### メリット
通常のプロペラ推進では進行方向だけでなく、それと直交する平面内にもプロペラ端から気流が発生している(渦流)。これは推力とならないため、エネルギーの無駄になってしまうばかりか、衝撃波となって騒音の原因にもなっている。プロペラの外側を筒で覆ってやればプロペラ先端部から発生する気流の多くを進行方向側に整流することができ、エネルギー効率が上がると同時に衝撃波の発生を抑えて騒音を減らすこともできる。
古くからの理論によれば円筒状のナセルをうまく使うことでさらなる効果を得られると考えられている。この特殊ナセルは空気取入れ口が排出口に比べて広い、“ハ”の字型の断面をしており、このようにしてさらに円筒壁面の断面形状（翼形）を工夫するとナセル自体が進行方向側に揚力を生み出す可能性があるが、　”絞り”との相乗効果は良く解っていない。また、ナセルを偏向させることで気流の向きを変え、ある程度の推力偏向能力を持たせることも可能である。
上記の特徴から固定翼機に採用した場合、操縦特性は『出力が低いターボファンエンジン機』に類似している。このためジェット機のパイロットを養成する初等練習機としてRFB ファントレーナーが開発された。

### デメリット
ナセルによる抗力が大きく高速化の問題になる事があるが、抗力は速度に比例して大きくなるため、ホバークラフト等の低速な搭載機においては問題とならない。
多くの実例としてファンはエンジンから離れた場所にあり、ギアとシャフトを介した駆動系が必要である。前述のRFB ファントレーナーにおいてはターボシャフトエンジンの軸出力でファンを駆動させている。そのため、整備性の低下や専用部品によりコストが増加する場合が多い。
ホバークラフト等ではプロペラが露出して回転すると危険なので防護壁を兼ねている場合もあるが、ヘリコプターのテールローターではフェネストロンとして使用されている。

## 利用例

### 航空機
航空機用としてはスティパ・カプロニ、VTOL機向けに研究されてきたアメリカのベル X-22のように実験の域を出ることはあまりなく、実用機として販売されたのはエジレイ オプティカとRFB ファントレーナーのみである。
ただし普及している高バイパス比ターボファンエンジンのファンはダクテッドファンの一種とも言え、電動航空機への代替を意識させた。
また、ダクテッドファンを垂直離着陸時の推進器としたリフトファンは、1960年代に実験機ライアン XV-15、2015年にはF-35Bが就役し、非回転翼でほぼ唯一の実用VTOL機となっている。
電動航空機とすることで複雑な駆動系を廃し電線に置き換えることが可能である。エアバスはダクテッドファンを電動機で直接駆動するAirbus E-Fanを開発した。またLilium（リリウム）GmbHが開発中の『Electric Jet Engines』は電動ダクテッドファンであるが、ターボファンエンジンのように空気を圧縮するとしている。
スカイカーのMoller M400 Skycarは4機のダクテッドファンの向きを偏向することでVTOLが可能となっている。
飛行船ではダクテッドファンであれば、プロペラについた氷が遠心力で飛ばされた際に、船体を破る危険が極めて小さくなる。
ラジコン飛行機用の小型推進器としては比較的ポピュラーな存在である。特にモデルとした実機がジェット機である場合に、小型かつ安価なモデルでは模型用ジェットエンジンを模して、代わりに搭載される。次世代の実験やリフトファンの研究を行っている愛好家も少なくない。電動モーター駆動のファンの後に燃料噴射装置とバーナーを備えた燃焼室を設け、ジェット排気による推力を付与するものもある。　多様に派生し進化しているので、理論的な説明を伴って開発するにはダクティッドファンの定義が必要な場合があると考えられている。

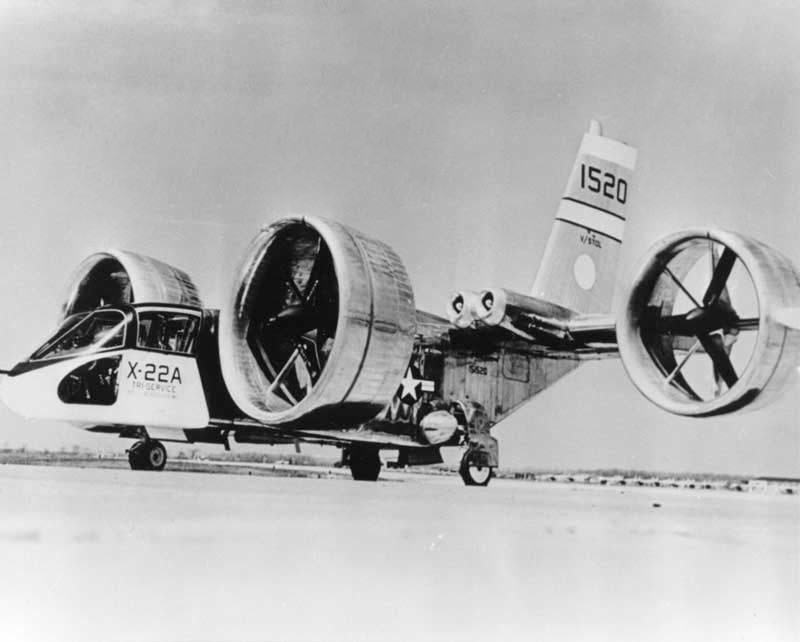
ベル X-22
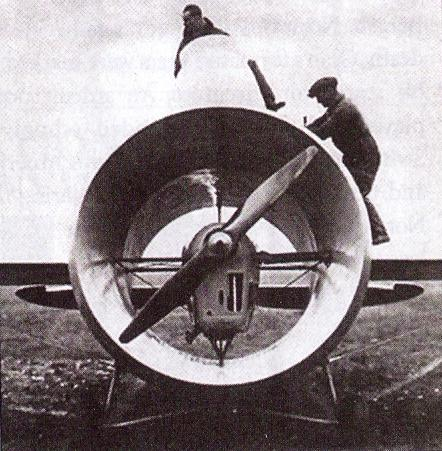
スティパ・カプロニ
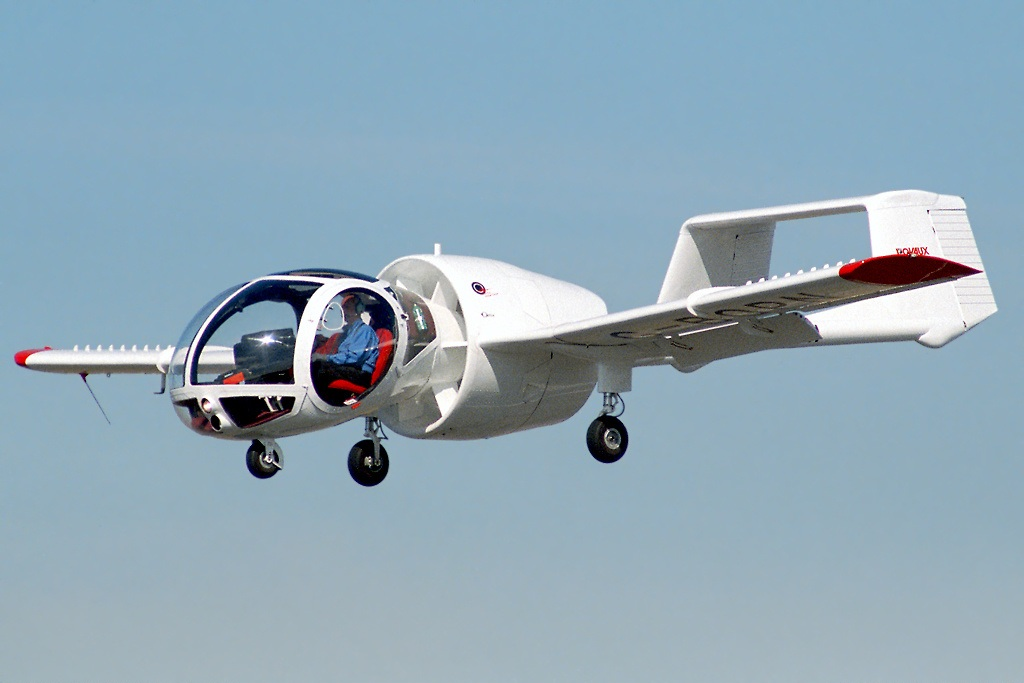
エジレイ オプティカ
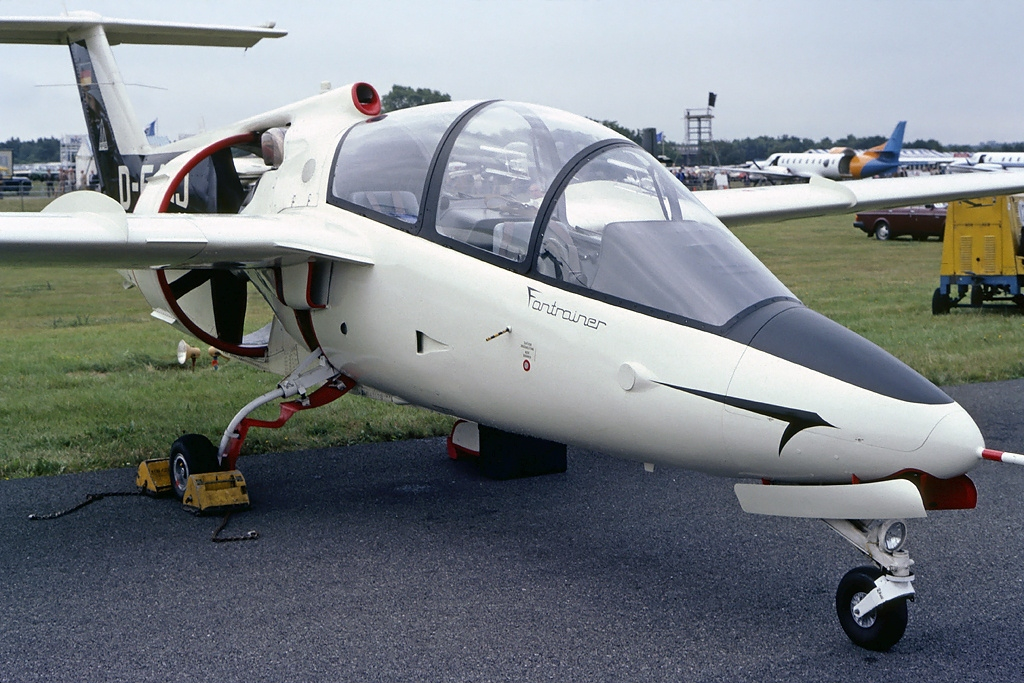
RFB ファントレーナー
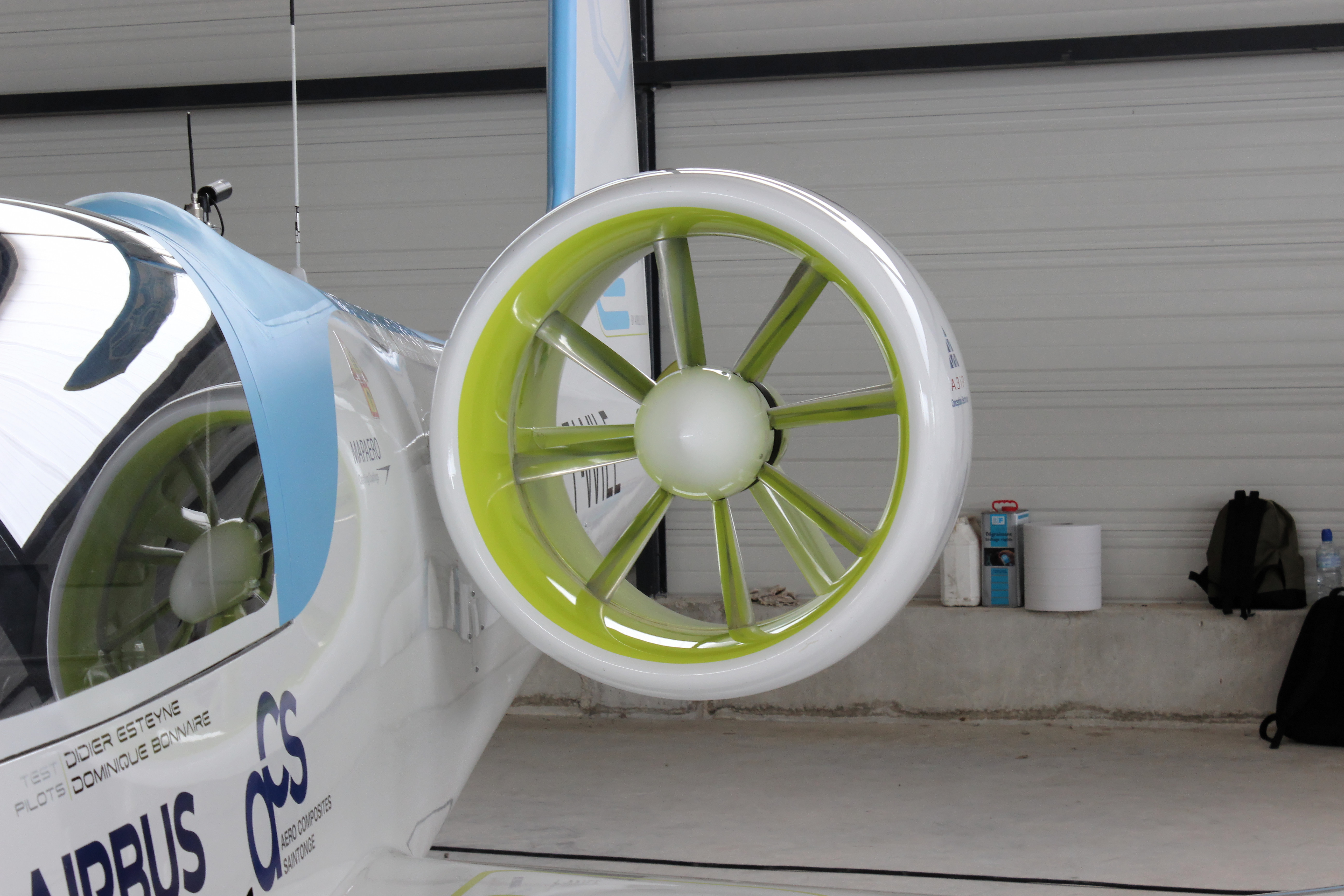
Airbus E-Fanのダクテッドファン
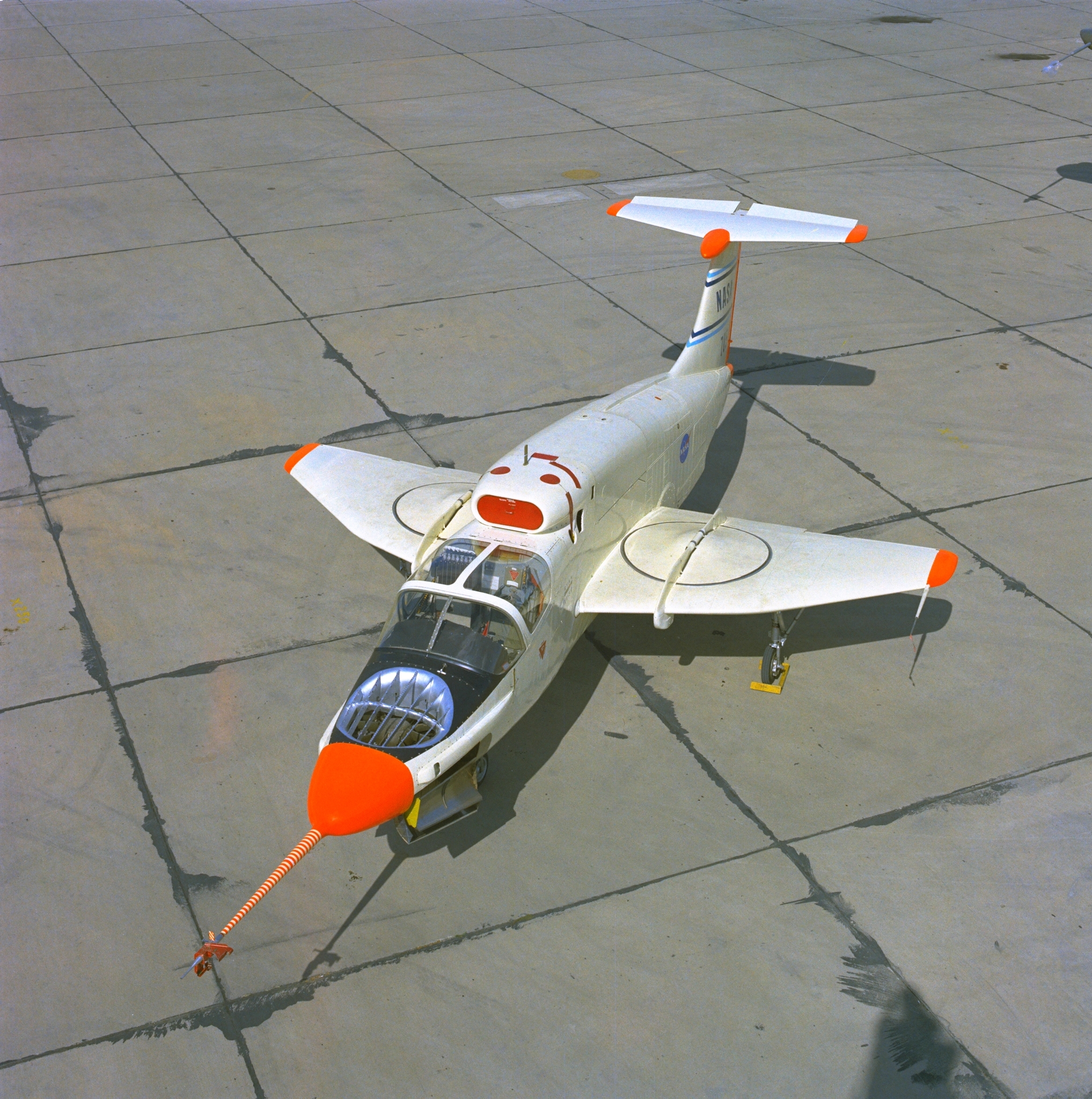
ライアン XV-5。機首と両翼にファンを内蔵。
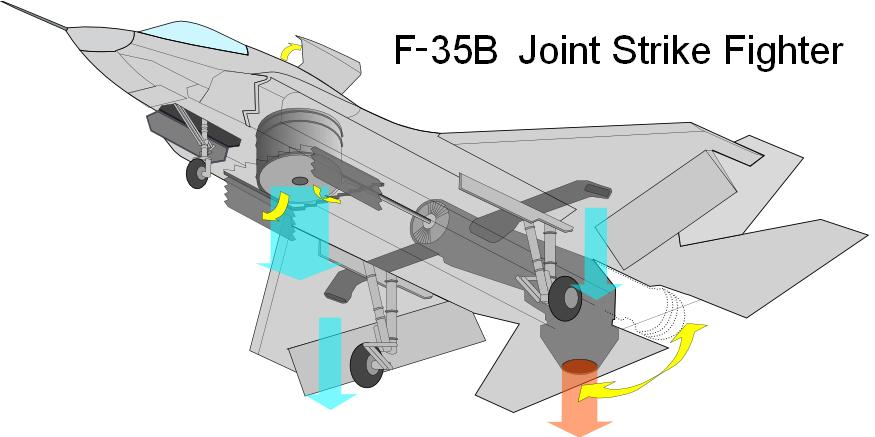
F-35Bの推進システム図説。操縦席後方にリフトファン。
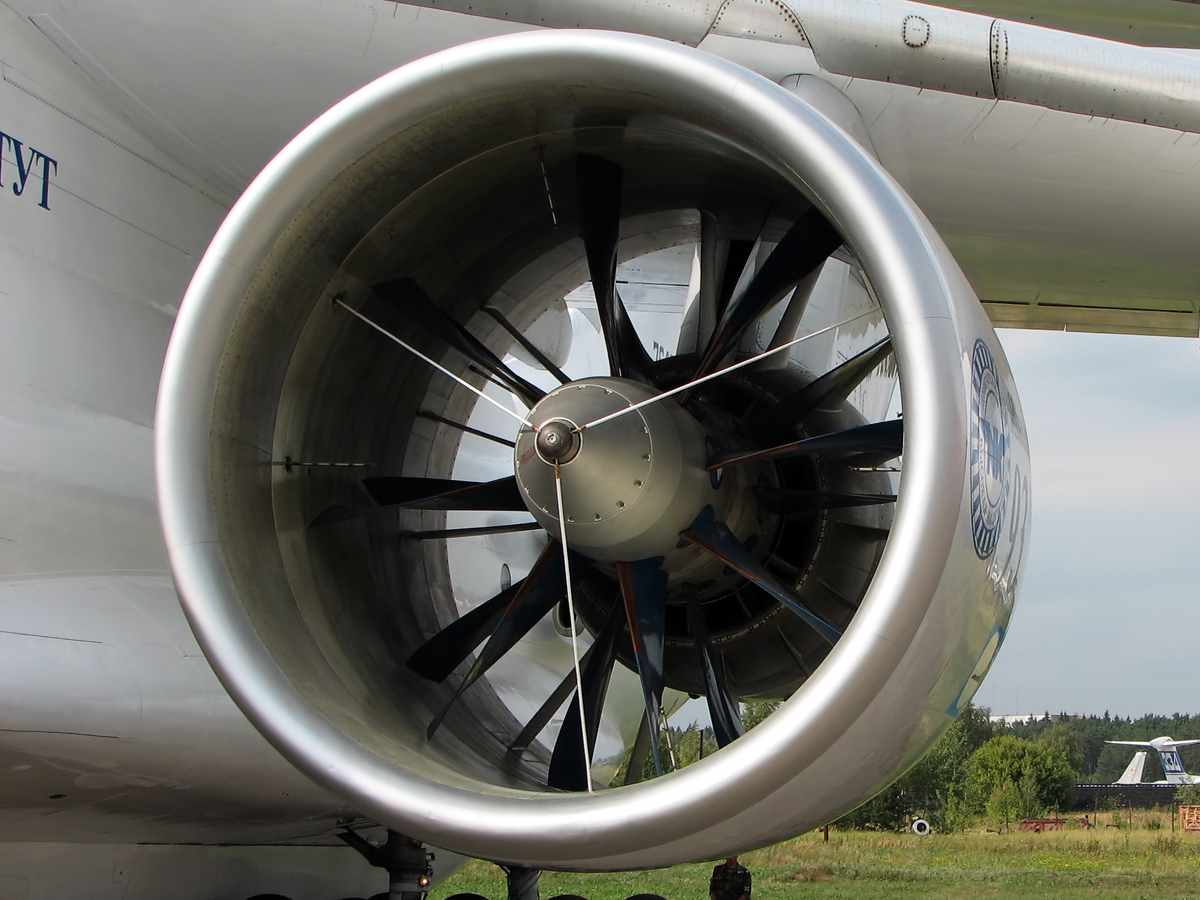
通常のターボファンよりもダクテッドファンに近いデザインを採用したクズネツォフ NK-93エンジン。

### 船舶
船舶用としてはホバークラフト用の推進器がある。
類似の機構としてスクリュープロペラの周囲を整流板（ノズル）で囲うノズル・プロペラ（ダクトプロペラ）が砕氷船、タグボート、潜水艦、魚雷、深海潜水艇に使用されている。プロペラの先端から生じる渦流が減少するため静粛化に貢献し、プロペラが覆われるため破損の危険性が低下する。一方で、ノズルの分だけ重量が増加し、プロペラのメンテナンスにはダクトを外す必要があるなどのデメリットがある。
1934年に登場したコルト式ノズル・プロペラ（Kort nozzle）は低速高加重での大推力が得られ、推力が30-45%増大するが、キャビテーションの発生が激しくノズル側面に穴が開くなど問題もあるため、砕氷船を除けばあまり採用されない傾向がある。

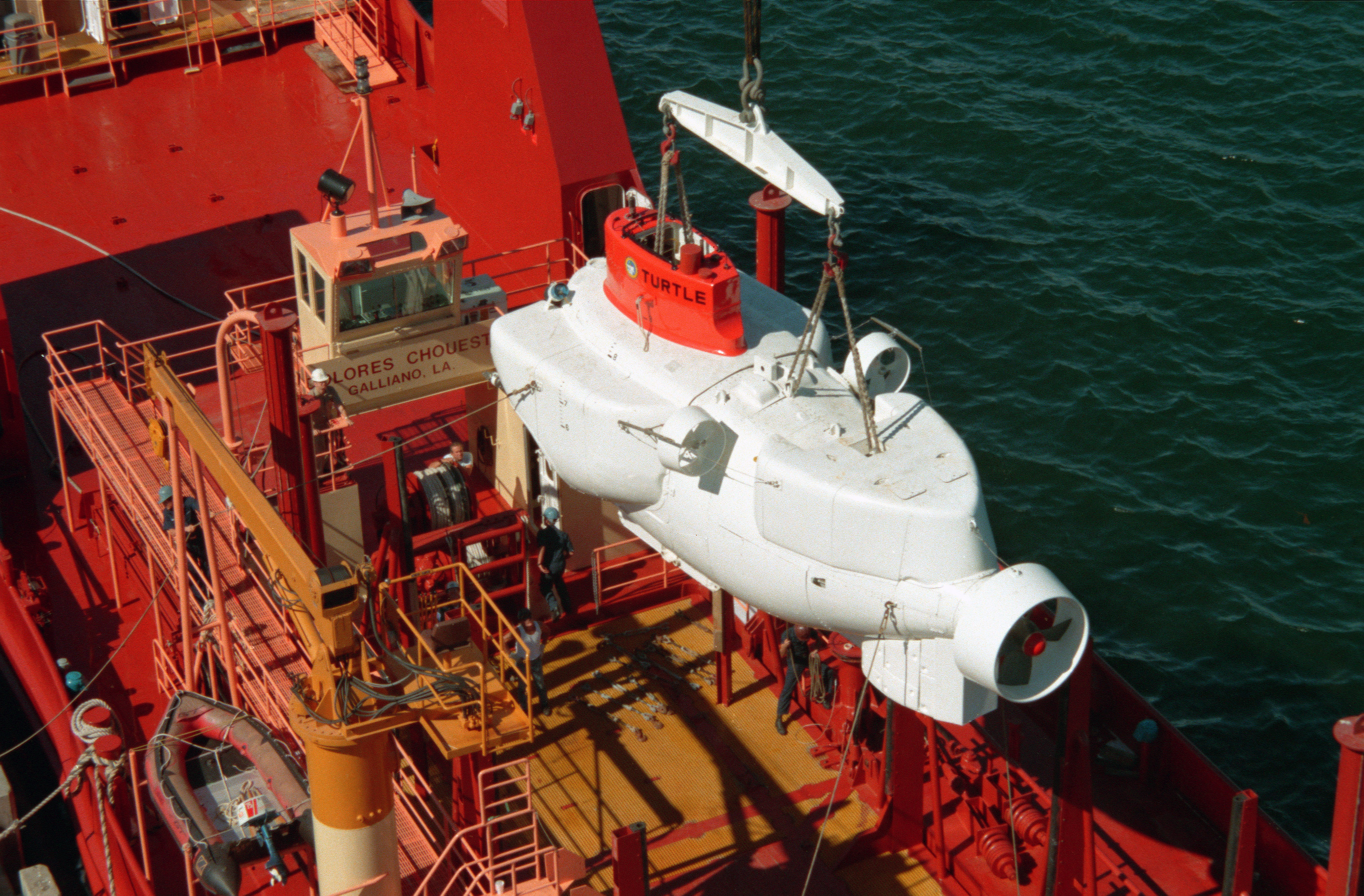
深海潜水艇
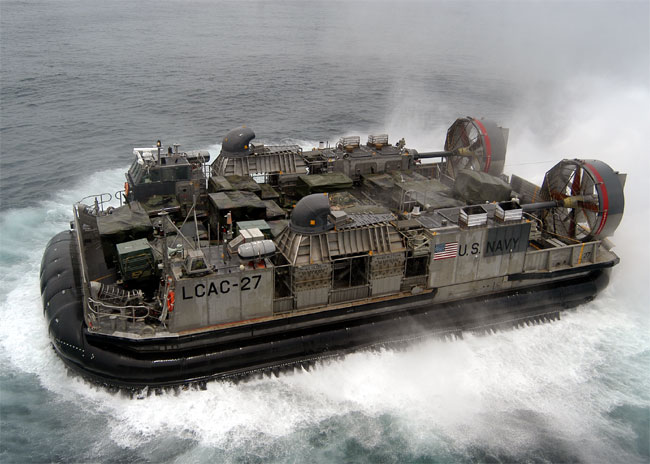
LCAC-1級エア・クッション型揚陸艇
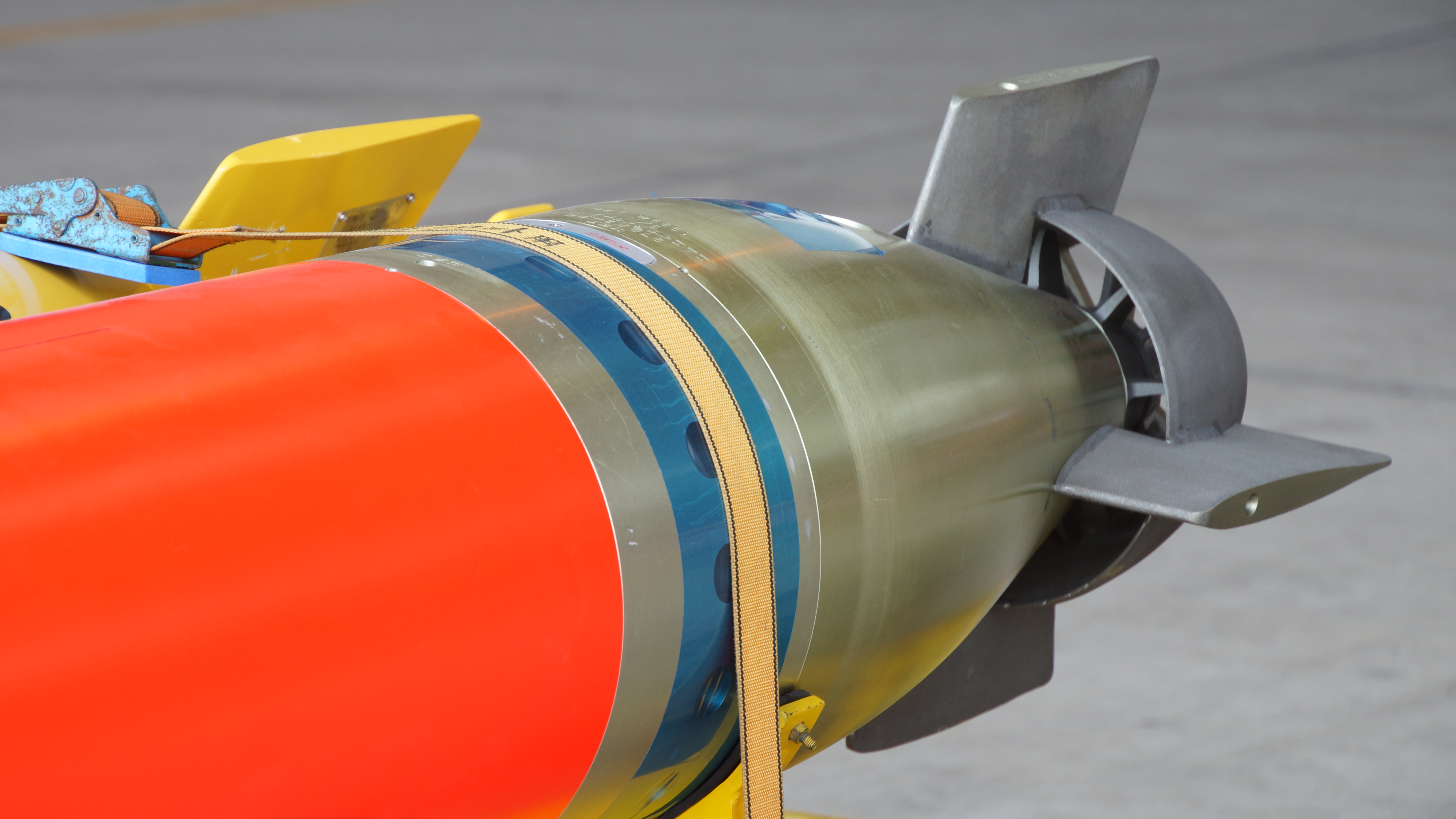
97式魚雷